# Musée de la Libération de Paris – musée du Général Leclerc – musée Jean-Moulin
Musée de la Libération de Paris – musée du Général Leclerc – musée Jean-Moulin (tj. Muzeum osvobození Paříže – Muzeum generála Leclerca – Muzeum Jeana-Moulina) je jedním ze čtrnácti muzeí města Paříže spravovaných organizací Paris Musées. Vzniklo z Musée Jean-Moulin a Mémorial Leclerc, které existovaly v letech 1994–2018. Muzeum bylo slavnostně otevřeno dne 25. srpna 2019 k 75. výročí osvobození Paříže.

## Umístění
Muzeum se nachází na adrese 4, avenue du Colonel-Henri-Rol-Tanguy ve 14. obvodu. Sídlí v bývalé bráně Barrière d'Enfer na Place Denfert-Rochereau. Vchod muzea je umístěn v blízkosti bezprostředního vstupu do stanice metra Denfert-Rochereau.

## Historie
U příležitosti 50. výročí osvobození Paříže (24. srpna 1994) byl slavnostně otevřen památník maršála Leclerca de Hauteclocque a osvobození Paříže. Dne 3. září 1994 následovalo muzeumJeana Moulina.
Mimo jiné kvůli nedostatečné viditelnosti s méně než 15 000 návštěvníků ročně bylo v roce 2015 rozhodnuto přemístit muzeum z nádraží Montparnasse v 15. obvodu na Place Denfert-Rochereau.

## Muzeum
U příležitosti 75. výročí osvobození Paříže bylo 25. srpna 2019 otevřeno nové muzeum. Rozhodnutí o jeho přestěhování a rozšíření přijala starostka Anne Hidalgová v roce 2015 a muzeum bylo přemístěno do pavilonů architekta Claude-Nicolase Ledouxe, navržených v roce 1787 na jižní straně Place Denfert-Rochereau.
Pod západním pavilonem je obranný kryt, kde plukovník Rol-Tanguy umístil 20. srpna 1944 své velitelské stanoviště, když vypuklo lidové povstání proti okupantům. Přestavba začala v květnu 2017 a přesun sbírek od léta 2018. Práce si vyžádaly náklady 20 milionů eur, z nichž 13 financovalo město.
Nový areál má výstavní plochu 2500 m2 výstavní plochy, z toho 660 m2 pro stálé sbírky, 140 m2 pro dočasné výstavy a 160 m2 zaujímá dokumentační centrum. Muzeum obsahují téměř 300 objektů jako originální dokumenty a fotografie, uniformy, plakáty, noviny i audiovizuální svědectví.
Bývalé vojenské velitelství FFI (Forces françaises de l'intérieur), které se nachází v suterénu, obsahují zbytky telefonní ústředny, kancelář plukovníka Rol-Tanguye, sekretariát, kde pracovala jeho žena Cécile, a také cyklopedál, který umožňoval zásobování obranného krytu elektřinou v případě poruchy nebo výpadku.
V posledních místnostech muzea jsou uloženy četné archivní dokumenty věnované týdnu pouličních bojů a vojenských operací, které vedly k osvobození hlavního města.